# Brindis cómico

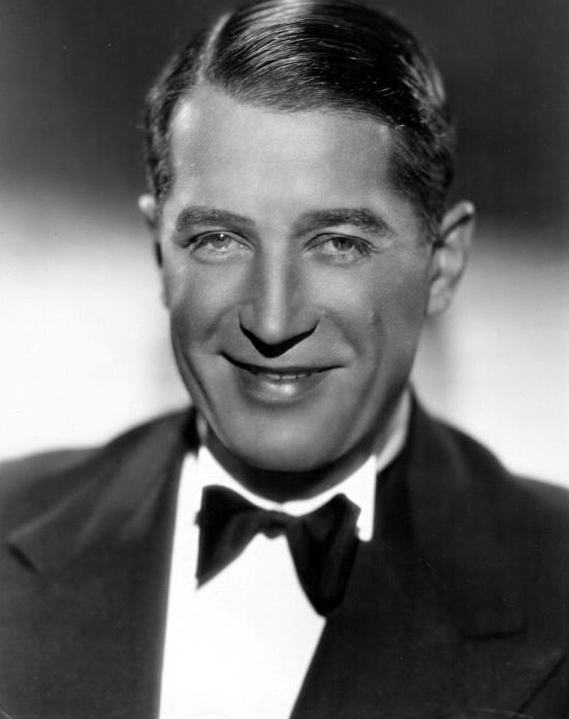
Maurice Chevalier, primer artista en recibir un brindis cómico.

Un brindis cómico (conocido como roast en los países angloparlantes) es una clase de brindis en la que un individuo es sometido a una presentación pública de insultos cómicos utilizadas a modo de alabanzas y de historias tanto reales como inventadas además de un discurso emotivo al homenajeado que recibe tal «honor» en una situación en el que en un brindis cómico se tiende a gastar ese tipo de bromas con sentido del humor sin ser una crítica seria o insulto.
Este tipo de celebraciones, surgido al abrigo del humor estadounidense, es visto como un gran honor para el objetivo del brindis, el cual recibe las palabras de sus amigos, admiradores o familiares, los cuales reciben a su vez el mismo trato durante el transcurso de la velada. La fiesta y presentación en sí son presentadas mediante un brindis y el organizador del evento recibe el nombre de anfitrión o «roastmaster».
Se considera que el primer roast como tal fue el brindis realizado en 1949 en honor al intérprete francés Maurice Chevalier en el New York Friars Club de Nueva York (Nueva York, Estados Unidos).
En la década de 1970, el formato fue referido como Celebrity Roast (Brindis cómico famoso) gracias al programa televisado The Dean Martin Celebrity Roast presentado por Dean Martin en el que preparaban un brindis cómico a personas famosas en Estados Unidos como Ronald Reagan, Muhammad Ali, Frank Sinatra o incluso al propio presentador, Dean Martin, en el episodio del 27 de febrero de 1976.
A finales de los 90 el formato televisado fue recuperado por el programa Comedy Central Roast de Comedy Central que televisaba el brindis cómico anual del New York Friars Club, sitio donde el formato se ha mantenido continuamente.